# Karpato-Ukraina

Karta över Karpato-Ukraina i mars 1939.

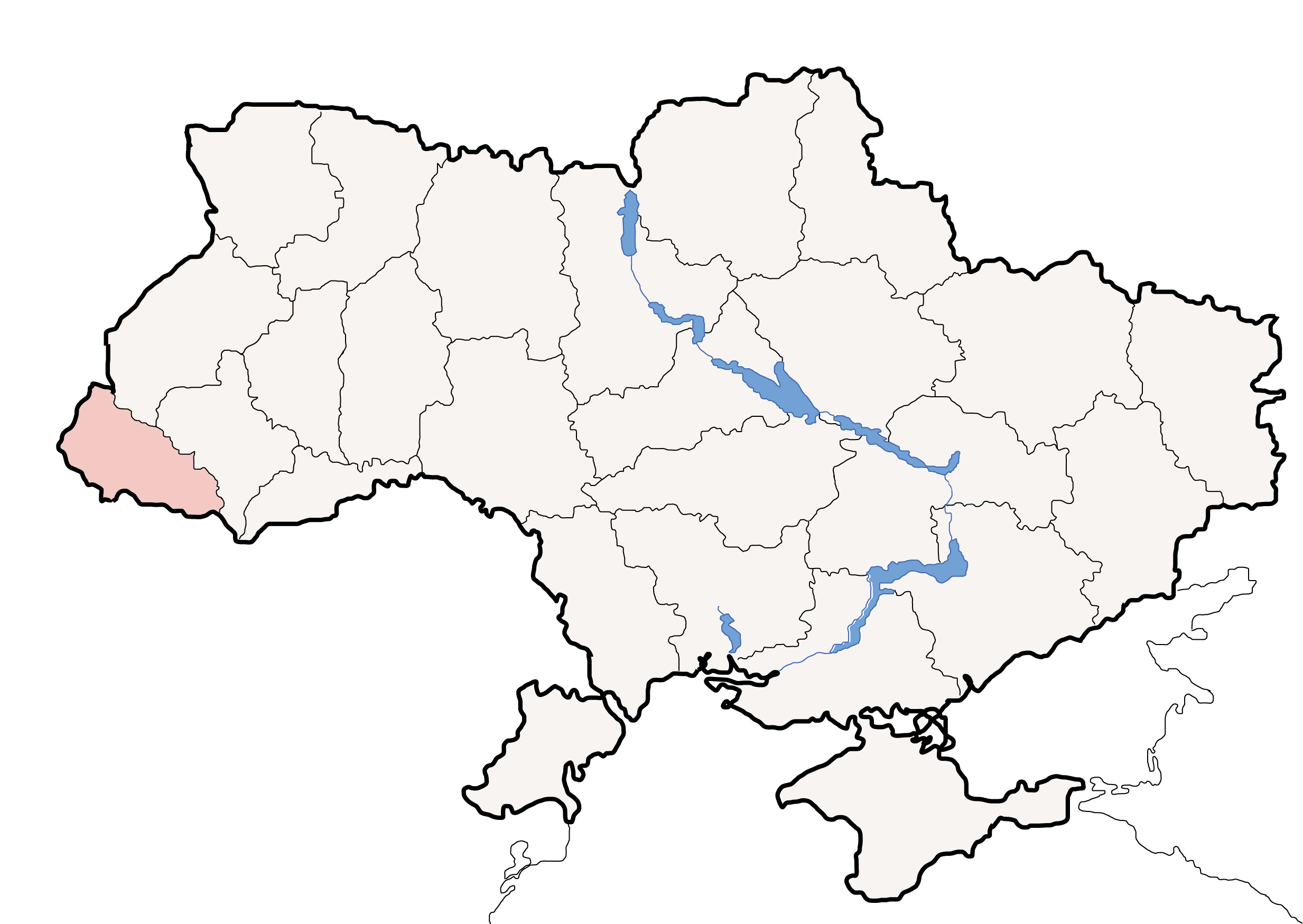
Zakarpattia oblast i Ukraina.

Karpato-Ukraina (namnet kommer av Karpaterna) var 1938–1939 det område som ungefär motsvaras av nuvarande Zakarpattia oblast, "Transkarpatiska området", i Ukraina.

## Bakgrund
Före första världskriget och sedan tusen år tillbaka var detta område en del av Ungern. Under mellankrigstiden kallades området Karpato-Rutenien (ukrainska: Підкарпа́тська Русь) eller Rutenien och tillhörde det nybildade Tjeckoslovakien.
Området hade under mellankrigstiden en relativt heterogen befolkning. Huvuddelen, 63 %, var ukrainare. Många av dessa benämner sig hellre rutener (eller rusiner), vilket var deras namn inom Österrike-Ungern, och de hävdade, och gör så alltjämt, att de utgjorde en från ukrainarna skild etnisk grupp. De södra och västra delarna, som är en del av det Stora Ungerska Slättlandet, dominerades av ungrare. Även judar bodde i området.
I samband med revisionen av de efter första världskriget dragna gränserna 1938 (till exempel tyska Sudetenland) fick även Ungern tillbaka områden med ungersk majoritet i Slovakien (inklusive det senare ukrainska området). Återstoden erhöll självstyre inom Tjeckoslovakien. 1939 utropades området som Karpatorutenska republiken (även Karpatorusinska republiken) vilken varade en dag innan Ungern tog över kontrollen.
Efter andra världskrigets slut annekterades området av Sovjetunionen som införlivade det med Ukrainska SSR. Efter Ukrainas självständighet 1991 utgör området Transkarpatiska området. Huvudstad är Uzjhorod. Ungrarna utgör alltjämt en betydande minoritet av befolkningen.